# Notiothops maulensis
Espèce
Synonymes
- Otiothops maulensis Platnick, 1985

Notiothops maulensis est une espèce d'araignées aranéomorphes de la famille des Palpimanidae.

## Distribution
Cette espèce est endémique de la région du Maule au Chili,.

## Description
Le mâle holotype mesure 3,28 mm.

## Étymologie
Son nom d'espèce, composé de maul[e] et du suffixe latin -ensis, « qui vit dans, qui habite », lui a été donné en référence au lieu de sa découverte, la région du Maule.

## Publication originale
- Platnick, 1985 : On the Chilean spiders of the family Palpimanidae (Arachnida, Araneae). Journal of Arachnology, vol. 13, p. 399-400 (texte intégral).